# Pădurea Savrani
Pădurea Savrani (în ucraineană Савранський ліс, transliterat: Savranskîi lis) este o rezervație peisagistică de importanță locală din raionul Bârzula, regiunea Odesa (Ucraina), situată la sud de orașul Savrani (parcelele 1-40 din silvicultura „Savrani”, parcelele 1-3, 5-16, 19-71 din silvicultura „Sliusar” și în parcelele 1-34 din silvicultura „Osiceansk” a întreprinderii silvicole de stat „Pădurea Savrani”).
Suprafața ariei protejate constituie 8,397 de hectare, fiind creată în anul 1974 prin decizia comitetului executiv regional. Rezervația a fost creată pentru protejarea uneia dintre cele mai mari masive de păduri de stejar din Ucraina situată la granița dintre silvostepă și stepă. Are o valoare importantă pentru protecția solului și protecția apei.
Din punct de vedere geografic, pădurea este situată pe malul drept al râului Bugul de Sud, lângă granița regiunilor Odesa și Kirovograd. Principala specie arboricolă din pădure este stejarul comun, în amestec cu tei pucios, jugastru, arțar tătăresc, carpen, cireș, velniș; mai rar mesteacăn, pin (sub formă de crânguri). Tufărișul este format din afine, păducel, alun, etc. În total, flora pădurii Savrani include aproximativ 40 de specii de copaci și arbuști și mai mult de 400 de specii de plante erbacee.
De o valoare științifică deosebită sunt zonele individuale de gorun care cresc pe soluri brune, precum și exemplarele de stejar comun vechi de 500 de ani. Un număr de specii de plante pontice, mediteraneene și central-europene apar de asemenea în pădure. Rezervația este singurul loc de cuibărit din sudul Ucrainei pentru acvila de câmp, o specie listată în Cartea Roșie a Ucrainei. Sunt interzise vânătoarea, colectarea plantelor medicinale, ciupercile, tăierea lemnelor de foc.